# Diseño del trabajo

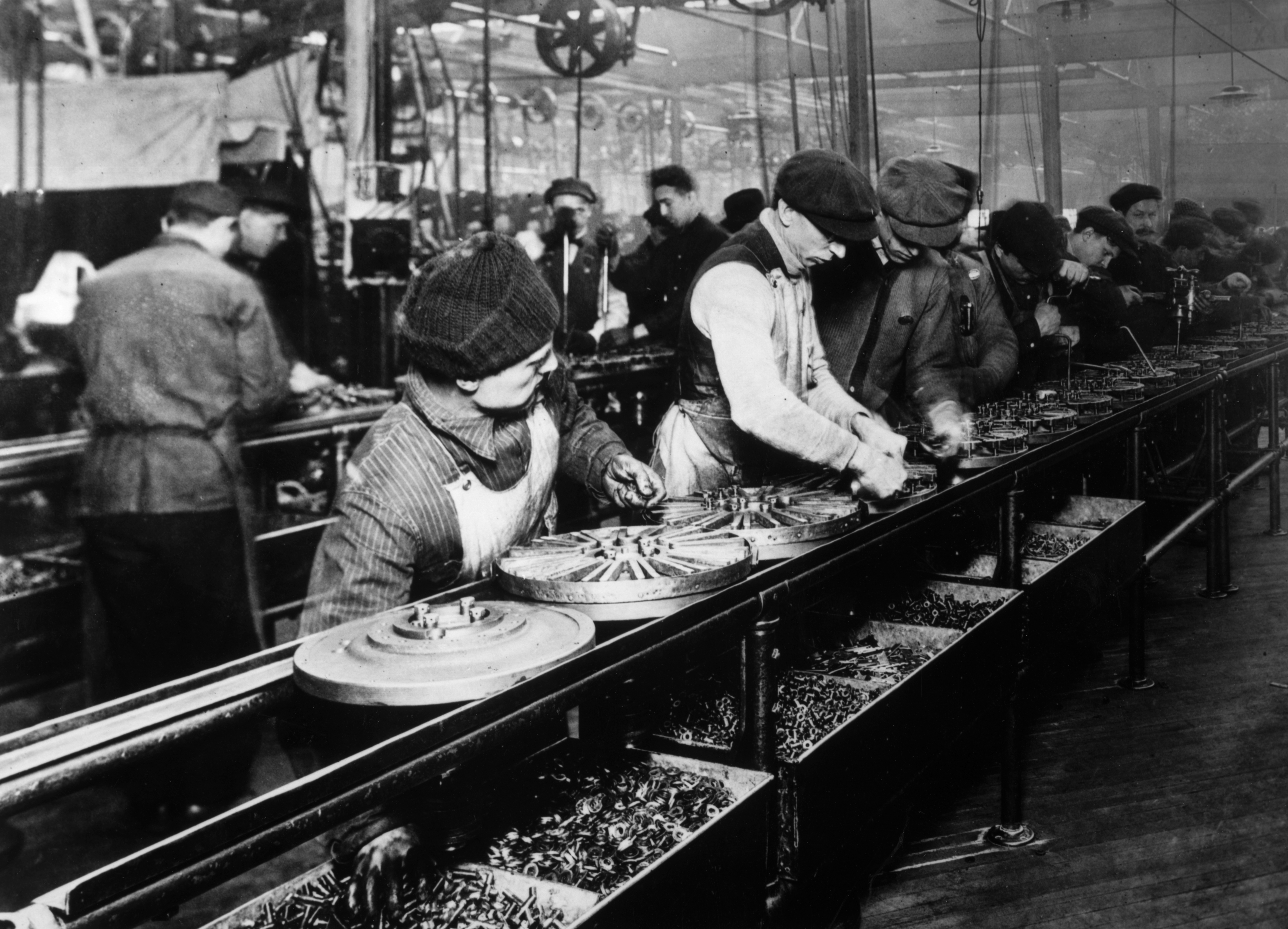
Línea transportadora de Henry Ford (foto de 1913)

 El diseño del trabajo (también conocido como diseño de tareas) es la especificación de contenidos, métodos y relación en los puestos de trabajo para  satisfacer las necesidades tecnológicas y organizacionales como también los requisitos personales y sociales del titular de trabajo. Sus principios van enfocados objetivamente en como la naturaleza del trabajo de una persona afecta su comportamiento y actitudes en el ámbito laboral, peculiarmente relacionado con su variedad de habilidades y su autonomía. El objetivo principal del diseño del trabajo es mejorar la satisfacción en el trabajo, mejorar la calidad y reducir los problemas de los empleados.

## Teoría de las características laborales
La teoría de características laborales propuesta por Hackman & Oldham (1976) establece que el trabajo debe ser diseñado para tener cinco características básicas, que crean tres estados psicológicos críticos en los individuos: la experimentación, sentirse responsables de los resultados y comprender los resultados de sus esfuerzos. A su vez, estos estados psicológicos fueron propuestos para mejorar la motivación intrínseca de los empleados, satisfacción laboral, calidad del trabajo y rendimiento, al mismo tiempo reduciendo el cambio de personal.

### Dimensiones fundamentales del trabajo
1. Variedad de habilidades — Se refiere a la cantidad de habilidades y actividades necesarias para completar un trabajo. Si una persona requiere utilizar una amplia variedad de habilidades, más satisfactorio será su trabajo.
2. Identidad de las tareas —Esta dimensión mide el grado que un trabajo requiere para su realización y las piezas identificables del mismo. Los empleados más satisfechos son aquellos que participan de principio a fin en una actividad.
3. Significado de una tarea — esto se observa en el impacto y la influencia del trabajo. El trabajo es más satisfactorio si la gente cree que hace la diferencia y está aportando algo de valor a los colegas, la organización o la comunidad en general.
4. Autonomía — Esto describe el valor de la elección individual y la discreción que hay en un trabajo. Más autonomía significa más satisfacción. Por ejemplo, un trabajo será más satisfactorio si la gente se involucra en tomar decisiones, en lugar de solo seguir instrucciones.
5. RetroAlimentación — Esta dimensión mide el valor de la información que un empleado recibe sobre su rendimiento, y el grado en que él o ella puede ver el impacto de la obra. Entre más personas hayan hablado sobre su rendimiento, más interesados estarán en hacer las cosas bien. Así que, compartiendo las cifras de producción, las puntuaciones de la satisfacción del cliente, etc., pueden aumentar los niveles de retroalimentación.

### Estados psicológicos críticos
Las cinco dimensiones fundamentales del trabajo mencionadas anteriormente, resulta en tres diferentes estados psicológicos.  
- La experiencia de la significatividad del trabajo: El grado en que la gente cree que su trabajo es importante, y que su trabajo es valorado y apreciado (viene de las dimensiones fundamentales 1-3)
- La responsabilidad de la experiencia en los resultados del trabajo: La medida en que las personas se sienten responsables de los resultados de su trabajo y por los resultados que han producido (viene de la dimensión fundamental 4)
- Conocimiento de los resultados actuales de la actividad laboral': El grado en que la persona sabe que tan bien lo está haciendo (viene de la dimensión fundamental 5)

## Técnicas del diseño del trabajo

### Rotación en el trabajo
La rotación en el trabajo es un método del diseño de trabajo que es capaz de aumentar la motivación, el desarrollo de la perspectiva de los trabajadores, aumentar la productividad, mejorar el rendimiento de la organización en varios niveles por parte de sus trabajadores polivalentes, y proporciona nuevas oportunidades para mejorar la actitud, pensamiento, capacidades y habilidades de los trabajadores. La rotación en el trabajo es también el proceso por el cual los empleados se movilizan lateralmente y sirven en sus tareas en diferentes niveles de la organización; cuando un individuo experimenta diferentes cargos y responsabilidades en una organización, aumenta la capacidad de evaluar sus capacidades en la organización.

### Ampliación del empleo
Hulin y Blood (1968) define la ampliación del empleo como el proceso de permitir a los trabajadores individuales para determinar su propio ritmo (dentro de límites), para servir como sus propios inspectores, dándoles la responsabilidad del control de calidad, para reparar sus propios errores, a ser responsables de su propia máquina de montaje y reparación, y para conseguir la elección del método. Frederick Herzberg  se refirió a la adición de tareas interrelacionadas como carga de trabajo horizontal.

### Enriquecimiento del trabajo
El enriquecimiento del trabajo aumenta la autonomía de los empleados a través de la planificación y ejecución de su propio trabajo. El enriquecimiento del trabajo tiene las mismas ventajas motivacionales de la ampliación del trabajo, sin embargo, tiene la ventaja añadida de la concesión de la autonomía de los trabajadores. Frederick Herzberg vio el enriquecimiento del trabajo como carga de trabajo vertical, ya que también incluye tareas anteriormente realizadas por alguien en un nivel más alto donde la planificación y el control están involucrados.

### Gestión Científica
Bajo la gestión científica la gente serán dirigidos por la razón y los problemas del malestar industrial serían adecuadamente (es decir, científicamente) dirigidos. Esta filosofía están orientadas a las máximas ganancias posibles de los empleados. Los gerentes garantizarían que sus subordinados tendrían acceso a las máximas ganancias económicas mediante procesos racionalizados. Las organizaciones fueron retratadas como sitios racionalizadores, diseñadas y gestionadas de acuerdo a una regla de racionalidad importada desde el mundo de la técnica.

### Escuela de Relaciones Humanas
La Escuela de relaciones humanas  considera que las empresas son sistemas sociales en donde los factores psicológicos y emocionales tienen una gran influencia significativa en la productividad de los trabajadores. Los elementos más comunes en la teoría de las relaciones humanas son las siguientes:
- El rendimiento puede mejorar por las buenas relaciones humanas
- Los gerentes deben consultar a los empleados sobre asuntos que afectan al personal
- los líderes deben ser democráticos y no autoritarios
- Los empleados son motivados por recompensas sociales y psicológicas, no son sólo "animales económicos"
- El trabajo en equipo juega un papel importante en la influencia del rendimiento[10]

### Sistemas sociotécnicos
Los Sistemas sociotécnicos  tienen como objetivo la optimización en forma conjunta del funcionamiento del sistema social y técnico; el bien o servicio entonces se producirá de manera eficiente y las necesidades psicológicas de los trabajadores se cumplirán. Se encajan en el Sistema Socio-técnico los supuestos motivacionales, como también las recompensas intrínsecas y extrínsecas.

### Reforma del trabajo
Estados de reforma de Trabajo acerca de la relación laboral y los cambios realizados que son más adecuados a la dirección y los empleados para fomentar el aumento de la participación laboral.

### Diseño del trabajo Motivacional
La literatura psicológica sobre la motivación del empleado contiene evidencia considerable de que el diseño del trabajo puede influir en la satisfacción, la motivación y el desempeño laboral. Se les influye principalmente porque afecta a la relación entre la esperanza del empleado de que el aumento de rendimiento conducirá a las recompensas y la preferencia de diferentes recompensas para el individuo.
Hackman y Oldman desarrollaron la teoría que plantea que un lugar de trabajo puede ser rediseñado para obtener mayores reultados y/o mejorar sus características laborales fundamentales. Su concepto general consiste en:
- Formando unidades de trabajo más grandes mediante la combinación de las tareas más pequeñas y especializadas.
- Los mandatos de los trabajadores que serán responsables a través del contacto directo con los clientes.
- Tener evaluaciones de los empleados hechas con frecuencia con el fin de proporcionar información para el aprendizaje.
- Permitir que los trabajadores sean responsables de su trabajo, dándoles autoridad y control sobre sus tareas.[13]

Una teoría similar fue mencionada anteriormente por Frederick Herzberg. La teoría de Herzberg consiste en una teoría de dos factores ( Teoría de los dos factores):
1. Factores de higiene
2. Factores motivacionales